# Masongambiet
Het Masongambiet is in de opening van een schaakpartij een variant in het koningsgambiet. Het gambiet staat ook bekend onder de namen Mason-Keresgambiet, Keresgambiet en in de Engelstalige wereld als Keres (Mason-Steinitz) gambit.
De opening begint met de zetten: 1.e4 e5 2.f4 ef 3.Pc3. Vaak volgt dan 3. ...Dh4+ 4.Ke2 (zie diagram).
Het gambiet valt onder ECO-code C33, het koningsgambiet.
Het gambiet is vernoemd naar James Mason (1849 — 1905), die het speelde tegen Samuel Rosenthal, in Parijs, 1878. Mason verloor de partij.